# Auxy (Saona i Loira)
Auxy és un municipi francès, situat al departament de Saona i Loira i a la regió de Borgonya - Franc Comtat. L'any 2007 tenia 993 habitants.

## Demografia

### Població
El 2007 la població de fet d'Auxy era de 993 persones. Hi havia 380 famílies, de les quals 76 eren unipersonals (36 homes vivint sols i 40 dones vivint soles), 136 parelles sense fills, 156 parelles amb fills i 12 famílies monoparentals amb fills.
La població ha evolucionat segons el següent gràfic:
Habitants censats

### Habitatges
El 2007 hi havia 448 habitatges, 385 eren l'habitatge principal de la família, 36 eren segones residències i 27 estaven desocupats. 447 eren cases i 1 era un apartament. Dels 385 habitatges principals, 347 estaven ocupats pels seus propietaris, 30 estaven llogats i ocupats pels llogaters i 8 estaven cedits a títol gratuït; 20 tenien dues cambres, 50 en tenien tres, 125 en tenien quatre i 190 en tenien cinc o més. 335 habitatges disposaven pel capbaix d'una plaça de pàrquing. A 122 habitatges hi havia un automòbil i a 242 n'hi havia dos o més.

### Piràmide de població
La piràmide de població per edats i sexe el 2009 era:
| Homes | Edats   | Dones |
| ----- | ------- | ----- |
| 0     | 95 o +  | 0     |
| 0     | 90 a 94 | 4     |
| 0     | 85 a 89 | 0     |
| 4     | 80 a 84 | 0     |
| 12    | 75 a 79 | 8     |
| 16    | 70 a 74 | 32    |
| 16    | 65 a 69 | 8     |
| 20    | 60 a 64 | 24    |
| 24    | 55 a 59 | 8     |
| 32    | 50 a 54 | 32    |
| 80    | 45 a 49 | 56    |
| 32    | 40 a 44 | 52    |
| 44    | 35 a 39 | 40    |
| 48    | 30 a 34 | 48    |
| 28    | 25 a 29 | 20    |
| 28    | 20 a 24 | 24    |
| 56    | 15 a 19 | 44    |
| 48    | 10 a 14 | 40    |
| 56    | 5 a 9   | 36    |
| 28    | 0 a 4   | 20    |

## Economia
El 2007 la població en edat de treballar era de 664 persones, 511 eren actives i 153 eren inactives. De les 511 persones actives 473 estaven ocupades (255 homes i 218 dones) i 38 estaven aturades (17 homes i 21 dones). De les 153 persones inactives 66 estaven jubilades, 39 estaven estudiant i 48 estaven classificades com a «altres inactius».

### Ingressos
El 2009 a Auxy hi havia 392 unitats fiscals que integraven 1.013,5 persones, la mediana anual d'ingressos fiscals per persona era de 17.941 €.

### Activitats econòmiques
Dels 16 establiments que hi havia el 2007, 1 era d'una empresa alimentària, 1 d'una empresa de fabricació d'altres productes industrials, 6 d'empreses de construcció, 3 d'empreses de comerç i reparació d'automòbils, 1 d'una empresa de transport, 2 d'empreses d'hostatgeria i restauració, 1 d'una empresa immobiliària i 1 d'una empresa classificada com a «altres activitats de serveis».
Dels 7 establiments de servei als particulars que hi havia el 2009, 1 era un taller de reparació d'automòbils i de material agrícola, 2 paletes, 2 fusteries, 1 electricista i 1 restaurant.
L'únic establiment comercial que hi havia el 2009 era una fleca.
L'any 2000 a Auxy hi havia 29 explotacions agrícoles que ocupaven un total de 1.248 hectàrees.

## Equipaments sanitaris i escolars
El 2009 hi havia una escola elemental.

## Poblacions properes
El següent diagrama mostra les poblacions més properes.